# Augustasaurus
Augustasaurus là một chi thằn lằn cổ rắn, được Sander mô tả khoa học năm 1997.